# Cardiff Rugby Football Club
Il Cardiff Rugby Football Club fu fondato nel 1876. La squadra giocò le sue prime partite al Sophia Gardens, ma presto si trasferì al Cardiff Arms Park, dove sono tuttora. Nel corso del tempo si sono costruiti la reputazione di essere uno dei più grandi team nel mondo, soprattutto grazie una serie di vittorie contro squadre internazionali. Sudafrica, Nuova Zelanda e Australia sono state infatti battute dal Cadiff. Inoltre il Cardiff RFC ha dato alla nazionale gallese e ai British Lions più giocatori di ogni altra squadra.
La squadra nel 2011 è stata inserita nella IRB Hall of Fame per il contributo dato alla storia e al gioco del rugby.

## Storia

### Inizi
Il Cardiff RFU nacque dall'unione di due altri club e giocò la sua prima partita il 2 dicembre 1876 contro il Newport al Wentloog Marshes. Nel 1881 il Cardiff batté il Llanelli e vinse la South Wales Challenge Cup.

### Oggi
Al giorno d'oggi due squadre hanno la propria base a Cardiff, il Cardiff RFC appunto e i Cardiff Blues. I primi partecipano alla Welsh Premier Division, mentre i secondi sono una delle quattro squadre regionali gallesi che partecipano alla Celtic League.

## Palmarès
- Welsh Club Champions: 1948, 1949, 1953, 1955, 1958, 1982
- Welsh League: 1995, 2009
- Welsh/Scottish League: 2000
- South Wales Challenge Cup: 1881
- Welsh Cup: 1981, 1982, 1984, 1986, 1987, 1994 e 1997
- Heineken Cup: finalisti 1996

## Giocatori noti
- Percy Bush
- Ritchie Collins
- Gareth Davies
- Gerald Davies
- Gareth Edwards
- Rhys Gabe
- Michael Hall
- Frank Hancock
- Terry Holmes
- Rob Howley
- Jonathan Humphreys
- Barry John
- Gwyn Jones
- Stuart Lane
- Emyr Lewis
- B.B. Mann
- Jack Matthews
- Cliff Morgan
- Gwyn Nicholls
- Robert Norster
- Allan Phillips
- Mike Rayer
- Mark Ring
- John Scott
- Anthony Sullivan
- Gareth Thomas
- Nigel Walker
- Bleddyn Williams
- Brynmor Williams
- Wilfred Wooller
- David 'Dai' Young